# Balboa (cratère martien)
Pour les articles homonymes, voir Balboa.

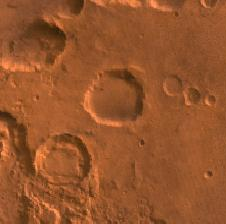
Le cratère Balboa

Le cratère Balboa est un cratère d'impact de 21,95 km de diamètre situé sur Mars dans le quadrangle de Margaritifer Sinus. Il a été nommé en référence à la ville de Balboa au Panama.